# Mateus Daniel de Sá
Mateus Daniel de Sá (ur. 21 listopada 1995 w Dracenie) – brazylijski lekkoatleta specjalizujący się w trójskoku.
W 2012 zdobył złoty medal podczas mistrzostw Ameryki Południowej juniorów młodszych. Rok później został juniorskim wicemistrzem kontynentu południowoamerykańskiego, a w 2014 stanął na najniższym stopniu podium mistrzostw świata juniorów w Eugene. Złoty medalista mistrzostw ibero-amerykańskich (2016). Rok później sięgnął po srebrny medal czempionatu Ameryki Południowej.
Medalista mistrzostw Brazylii.
Rekord życiowy: 16,87 (3 czerwca 2017, São Bernardo do Campo).

## Osiągnięcia
| Rok  | Impreza                                            | Miejsce        | Lokata            | Wynik  |
| ---- | -------------------------------------------------- | -------------- | ----------------- | ------ |
| 2012 | Mistrzostwa Ameryki Południowej juniorów młodszych | Mendoza        | 1. miejsce        | 15,26  |
| 2013 | Mistrzostwa Ameryki Południowej juniorów           | Resistencia    | 2. miejsce        | 16,14  |
| 2014 | Mistrzostwa świata juniorów                        | Eugene         | 3. miejsce        | 16,47  |
| 2014 | Młodzieżowe mistrzostwa Ameryki Południowej        | Montevideo     | 3. miejsce        | 15,20  |
| 2016 | Mistrzostwa ibero-amerykańskie                     | Rio de Janeiro | 1. miejsce        | 16,40  |
| 2017 | Mistrzostwa Ameryki Południowej                    | Asunción       | 2. miejsce        | 16,70w |
| 2017 | Mistrzostwa świata                                 | Londyn         | el. – 27. miejsce | 16,10  |
| 2017 | Uniwersjada                                        | Tajpej         | 8. miejsce        | 16,08  |
| 2022 | Mistrzostwa świata                                 | Eugene         | el. – 24. miejsce | 16,04  |